# Krystianowo (Michorzewo)
Krystianowo – część wsi Michorzewo w Polsce, położona w województwie wielkopolskim, w powiecie nowotomyskim, w gminie Kuślin.
W okresie Wielkiego Księstwa Poznańskiego (1815-1848) Krystianowo (wzmiankowane jako Chrystianowo) należało do wsi mniejszych w ówczesnym powiecie bukowskim, który dzielił się na cztery okręgi (bukowski, grodziski, lutomyślski oraz lwowkowski). Chrystianowo należało do okręgu bukowskiego i było częścią majętności Michorzewo, której właścicielami była rodzina Szczanieckich. W skład majątku Michorzewo oprócz Chrystianowa wchodziły: Michorzewko oraz Michorzewko Olędry. Według spisu urzędowego z 1837 roku wieś liczyła 37 mieszkańców i 4 dymy (domostwa).
W latach 1975–1998 Krystianowo administracyjnie należało do województwa poznańskiego.